# Pomares (Pinhel)
Pomares é uma povoação portuguesa do Município de Pinhel que foi sede da extinta Freguesia de Pomares, freguesia que tinha 13,89 km² de área e 120 habitantes (2011), e, por isso, uma densidade populacional de 8,6 hab/km².
A Freguesia de Pomares foi extinta (agregada), no âmbito da última reorganização administrativa do território das freguesias, de acordo com a Lei nº 11-A/2013 de 28 de Janeiro, tendo o seu território sido agregado ao da Freguesia de Gouveias para constituir a Agregação das Freguesias Sul de Pinhel com sede em Gouveias.

## População
★ Nos anos de 1864 a 1890 figura no concelho da Guarda, passando para o actual concelho (atual município) por decreto de 12/07/1895

| Totais e grupos etários | Totais e grupos etários | Totais e grupos etários | Totais e grupos etários | Totais e grupos etários | Totais e grupos etários | Totais e grupos etários | Totais e grupos etários | Totais e grupos etários | Totais e grupos etários | Totais e grupos etários | Totais e grupos etários | Totais e grupos etários | Totais e grupos etários | Totais e grupos etários | Totais e grupos etários |
| ----------------------- | ----------------------- | ----------------------- | ----------------------- | ----------------------- | ----------------------- | ----------------------- | ----------------------- | ----------------------- | ----------------------- | ----------------------- | ----------------------- | ----------------------- | ----------------------- | ----------------------- | ----------------------- |
|                         | 1864                    | 1878                    | 1890                    | 1900                    | 1911                    | 1920                    | 1930                    | 1940                    | 1950                    | 1960                    | 1970                    | 1981                    | 1991                    | 2001                    | 2011                    |
|                         | 442                     | 499                     | 555                     | 523                     | 544                     | 445                     | 467                     | 537                     | 555                     | 500                     | 300                     | 307                     | 230                     | 184                     | 120                     |
| i)                      |                         |                         |                         |                         |                         |                         |                         |                         |                         |                         |                         |                         |                         | 20                      | 8                       |
| ii)                     |                         |                         |                         |                         |                         |                         |                         |                         |                         |                         |                         |                         |                         | 13                      | 11                      |
| iii)                    |                         |                         |                         |                         |                         |                         |                         |                         |                         |                         |                         |                         |                         | 82                      | 58                      |
| iv)                     |                         |                         |                         |                         |                         |                         |                         |                         |                         |                         |                         |                         |                         | 69                      | 43                      |

```
i)
 0 aos 14 anos;
 ii)
 15 aos 24 anos; 
iii)
 25 aos 64 anos; 
iv)
 65 e mais anos	
```

## Património
- Igreja Matriz;
- Capela da Senhora da Lagoa;
- Capela de Argomil.

## Pontos de Interesse
- Lugar do Rossio.